# Operação Cabralzinho
A Operação Cabralzinho foi um plano do governo brasileiro de anexar o território francês da Guiana Francesa, em 1961. Fez parte da Guerra da Lagosta.
O nome da operação é uma referência ao General Francisco Xavier da Veiga Cabral, responsável por expulsar tropas francesas que invadiram o território brasileiro em 1895, no âmbito da Intrusão Francesa no Amapá, a partir do território da Guiana Francesa.

## Elaboração e cancelamento
No dia 3 de agosto de 1961, o presidente brasileiro, Jânio Quadros, reuniu-se com o então governador do Amapá, Moura Cavalcanti. A reunião era secreta e tinha o objetivo de discutir a exploração clandestina do manganês em território brasileiro. A conclusão elaborada neste encontro foi de que esse manganês seria, supostamente, enviado para a Guiana Francesa, de onde era exportado para a Europa, o que significava um prejuízo aos cofres públicos do Brasil. Com todo esse contexto, Jânio propôs ao governador do Amapá a invasão, ocupação e anexação da Guiana Francesa e se tudo corresse como planejado, posteriormente do Uruguai.
O plano consistia em uma invasão relâmpago ao território da Guiana Francesa, que deveria contar com uma ação conjunta dos três ramos das Forças Armadas Brasileiras.
A força brasileira contaria com cinco brigadas do exército (cerca de 2.500 homens), que deveriam abrir vias clandestinas desde o território brasileiro até o interior do território inimigo. Uma vez abertas, tais vias dariam acesso ao alvo principal de ataque, a capital da Guiana Francesa, Caiena. A ofensiva brasileira terrestre seria apoiada também por uma força naval de fragatas e corvetas e pela Força Aérea.
Algum tempo depois dessa reunião, a ordem para a preparação das tropas foi enviada para o estado maior das Forças Armadas e, em pouco tempo, as tropas brasileiras já estavam se preparando para abrir as vias em território inimigo.
Porém, no dia 25 de agosto de 1961, o presidente Jânio Quadros renunciou ao seu cargo e, com isso, o plano de invasão acabou por ser cancelado.
Alguns especialistas acreditam que o Brasil teria chances de vencer a guerra, já que a França contava com maioria de suas forças na Argélia, no contexto da Guerra de Independência Argelina. Já outros, acreditam que provavelmente o Brasil perderia, uma vez que o plano de invasão foi criado de última hora e acelerado, sem um grande tempo para estudos e preparação, algo semelhante ao que ocorreu na Guerra das Malvinas, em 1982.